# Alexis Noble
Alexis Noble, vollständiger Name Alexis Wilman Noble (* 5. Mai 1963 in Montevideo, Uruguay; † 10. April 2025), war ein uruguayischer Fußballspieler.

## Karriere

### Vereine
Offensivakteur Noble entstammte den Nachwuchsteams von Peñarol Montevideo und debütierte 1979 in der Ersten Mannschaft. Er gehörte mindestens 1981 bis 1982 der Profimannschaft der „Aurinegros“ an. Sowohl 1981 als auch 1982 wurde sein Klub Uruguayischer Meister. Danach setzte er seine Laufbahn bei Independiente Medellín fort. 1983/84 wird er als Spieler von CD Universidad Católica geführt. Bei den Chilenen stehen vier persönlich torlose Einsätze für ihn zu Buche. Nacional Montevideo war seine nächste Karrierestation. Von 1985 bis 1987 war er für San Lorenzo aktiv und erzielte bei 19 Ligaeinsätzen für die Argentinier zwei Treffer. Es folgten Engagements bei River Plate Montevideo und erneut 1988 bei Peñarol. Nach anderen Quellen absolvierte er 1989 eine Partie (kein Tor) für Peñarol. Central Español, Defensor Sporting, Sud América und Huracán Buceo waren seine nächsten Stationen. 1992 spielte er für SD Aucas in Ecuador. Sodann war er für El Tanque Sisley, Basáñez aktiv. 1996 war der Club Atlético Progreso sein Arbeitgeber. Im Folgejahr stand er in Reihen der Rampla Juniors. Danach war er Spieler des CA Cerro. 1999 wurde als letzte Karrierestation Centro Atlético Fénix geführt. Dort beendete er seine aktive sportliche Laufbahn.

### Nationalmannschaft
Noble gehörte er der uruguayischen Junioren-Nationalmannschaft an, die bei der WM 1981 das Viertelfinale erreichte. Dort kam er viermal (kein Tor) zum Einsatz. Er wurde 1981 mit der uruguayischen U-20-Auswahl auch Südamerikameister an der Seite von Spielern wie José Batista, Santiago Ostolaza, Jorge da Silva und Enzo Francescoli. Im Verlaufe des Turniers wurde er von Trainer Aníbal Gutiérrez Ponce fünfmal (zwei Tore) eingesetzt.

### Erfolge
- U-20-Südamerikameister: 1981
- Uruguayischer Meister: 1981, 1982